# Rudka (województwo podkarpackie)

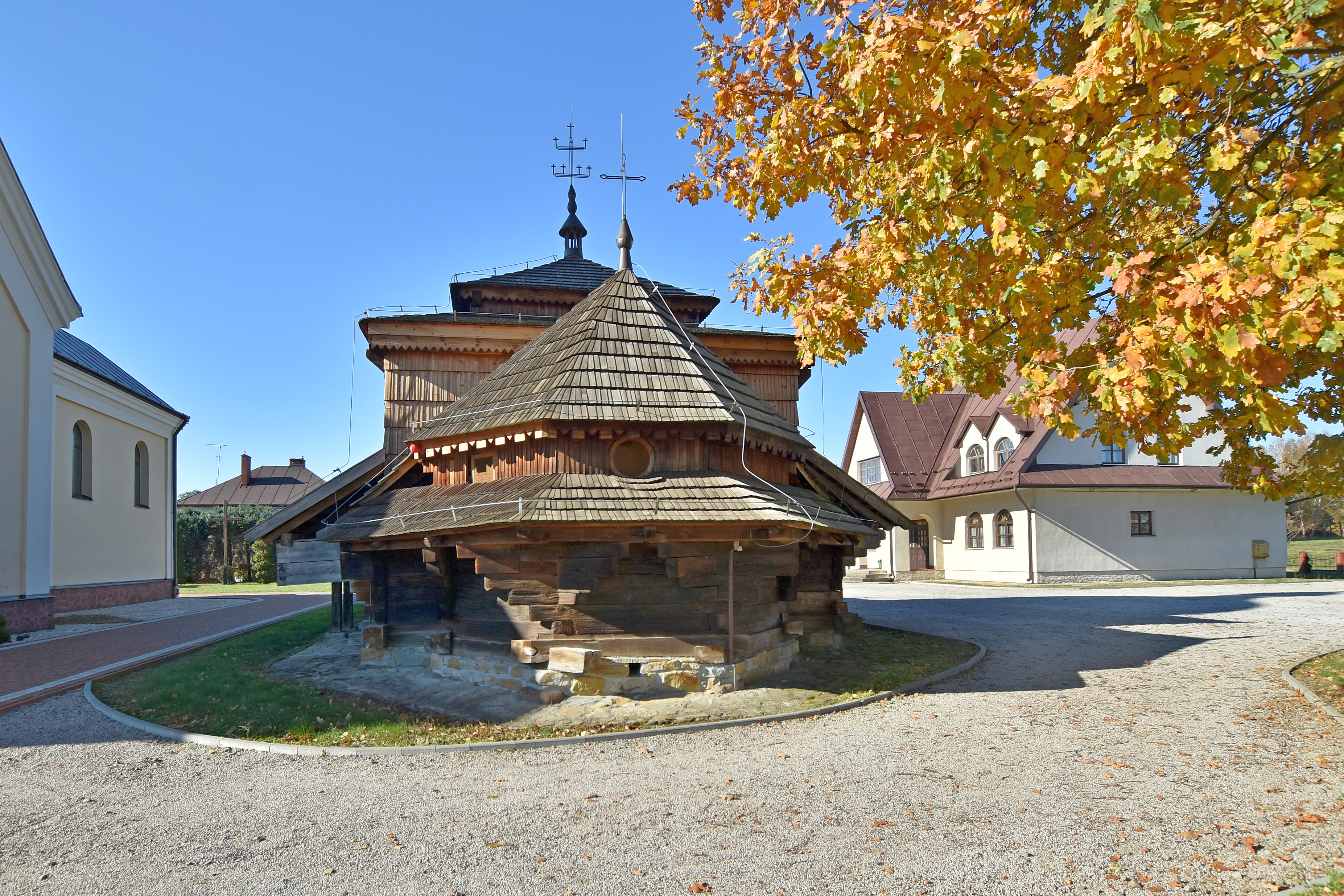
Zabytkowa cerkiew greckokatolicka

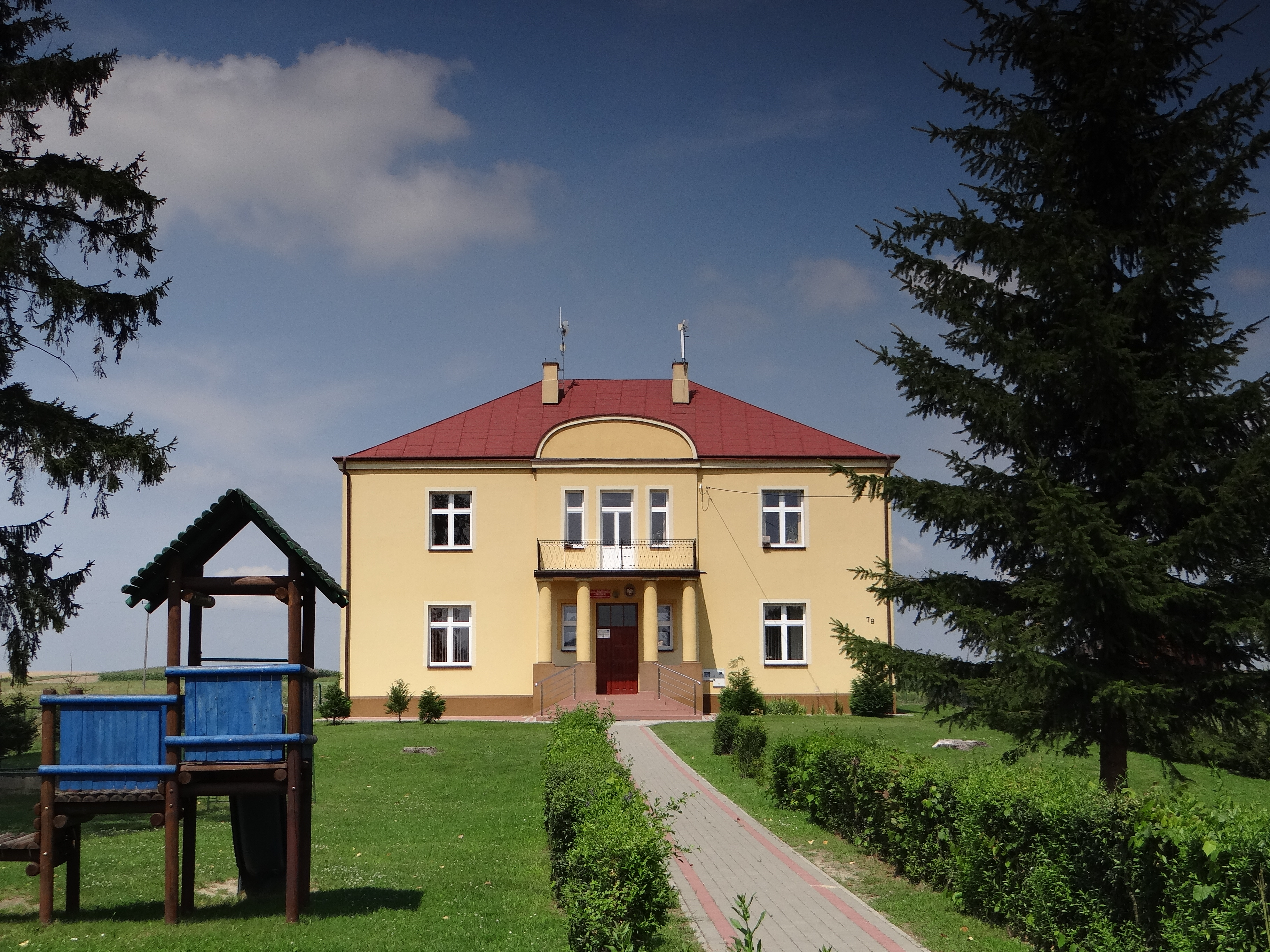
Szkoła podstawowa

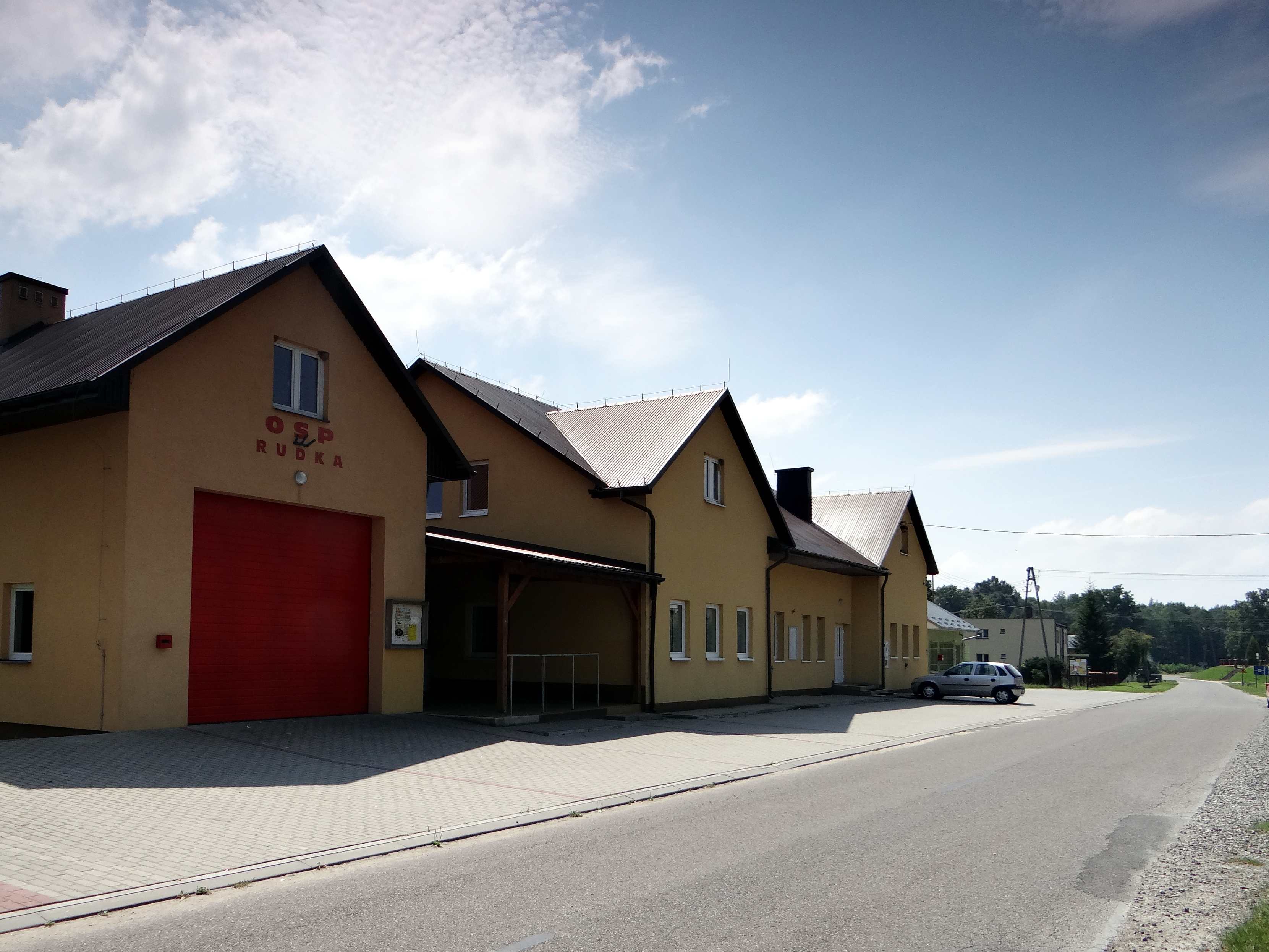
Remiza OSP

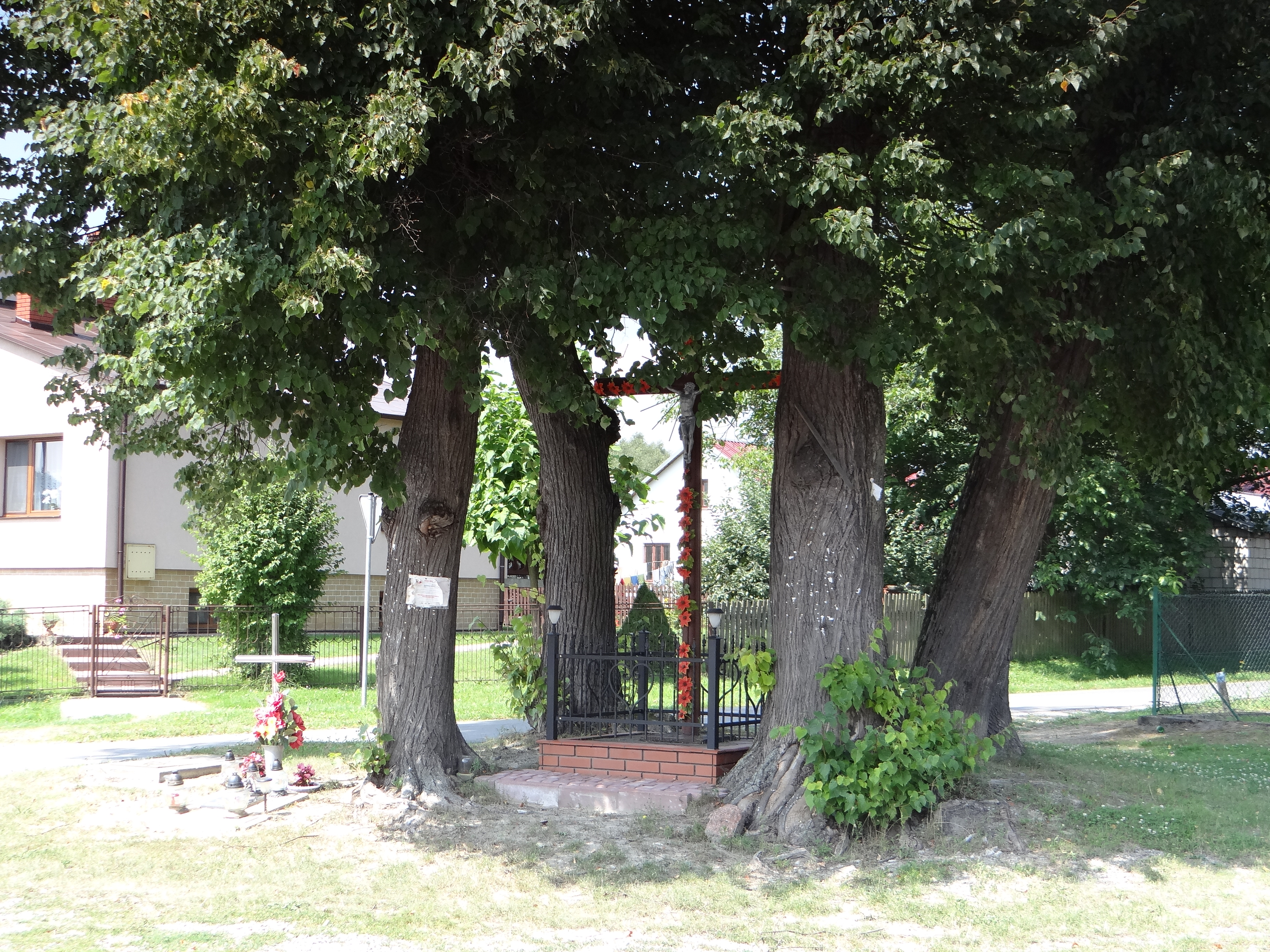
Krzyż przydrożny

Rudka – wieś w Polsce położona w województwie podkarpackim, w powiecie przeworskim, w gminie Sieniawa. Leży nad strugą Lubienią dopływem Sanu.
88
W latach 1975–1998 miejscowość położona była w województwie przemyskim.

## Części wsi
| SIMC    | Nazwa      | Rodzaj     |
| ------- | ---------- | ---------- |
| 0611360 | Ceglaki    | część wsi  |
| 0611376 | Franusie   | część wsi  |
| 0611382 | Koty       | część wsi  |
| 0611442 | Przyjmy    | przysiółek |
| 0611399 | Przymiarki | część wsi  |
| 0611407 | Szczury    | część wsi  |
| 0611413 | Zagóra     | część wsi  |
| 0611420 | Zarzeczne  | część wsi  |

## Historia
Wieś była wzmiankowana rejestrach podatkowych w 1674 roku jako Rudtka, w której było 55 domów (w tym folwark z 9 domami, dzierżawiony przez Baranieckiego).
W 1894 roku wybrano zwierzchność gminną, której naczelnikiem został Wasyl Okruch, a w 216 domach było 1137 mieszkańców. W I połowie XX wieku w Rudce były 154 domy.
W II Rzeczypospolitej wieś w powiecie jarosławskim województwa lwowskiego. W latach 1944–1947 nacjonaliści ukraińscy z OUN-UPA zamordowali tutaj 14 Polaków. W 1945 roku na Ukrainę wysiedlono 267 mieszkańców z 63 domów.
W czasie okupacji niemieckiej Michał Mazur i Helena Szelewa-Kurasiewicz udzielili pomocy Żydom, braciom Leisurowi i Rubenowi Braten. W 1986 roku Instytut Jad Waszem podjął decyzję o przyznaniu Michałowi Mazurowi i Helenie Szelewie-Kurasiewicz tytułu Sprawiedliwych wśród Narodów Świata.

## Oświata
22 listopada 1890 roku reskryptem Rady szkolnej krajowej została zorganizowana szkoła publiczna etatowa w Rudce (w latach 1890–1891 w rejestrach jako „niezreorganizowana”), która od 1891 roku była filialna, a następnie od 1892 roku 1-klasowa. Przydatnym źródłem archiwalnym do poznania historii szkolnictwa w Galicji są austriackie Szematyzmy Galicji i Lodomerii. Początkowo szkoła nie posiadała nauczyciela, a od 1891 roku pierwszym nauczycielem był Władysław Różycki. Od 1907 roku szkoła posiadała też nauczycieli pomocniczych, którymi byli: Maria Kowalczyk (1907–1908), Zofia Węgrzyn (1908–1912), Emilia Gąsiorowska (1912–1913), Domicella Fludzińska (1913–1914?).

Kierownicy szkoły w Rudce
1890–1891. Posada opróżniona.
1891–1892. Władysław Różycki.
1892–1906. Edward Gacek
1906–1924(?). Wiktor Bereżyński.
1928– ?. Julian Chlebowicz.

## Zabytki
Cerkiew greckokatolicka pw. Zaśnięcia NMP – drewniana świątynia wzniesiona w 1693 lub 1695 (data na portalu wejściowym) roku przez przybyłą ze wschodu ludność Bojkowską. Pod koniec XVIII wieku przebudowano jej część zachodnią. Cerkiew była świątynią filialną parafii w Sieniawie. Gdy podjęto decyzję o budowie nowej cerkwi murowanej, to wówczas drewniana została przesunięta w 1921 roku, na obecne miejsce. Gdy w 1924 roku oddano do użytku nową cerkiew, była użytkowana tylko sporadycznie, aż do 1947 roku.
W 1958 roku cerkiew była remontowana po uszkodzeniach z czasu II wojny światowej. 8 lipca 1988 roku cerkiew została uszkodzona przez powalone drzewo podczas potężnego huraganu.
W latach 1990–1991 przeprowadzono wstępny remont, a w latach 2010–2013 przeprowadzono generalny remont.
Kościół pw. Narodzenia Najświętszej Marii Panny - dawna cerkiew greckokatolicka w stylu bizantyjskim, z 1921 roku. Obecnie kościół filialny parafii Cieplice-Rudka.

## Przyroda
W pobliżu zabytkowej cerkwi rośnie jeden z najgrubszych polskich dębów, to drzewo o obwodzie 890 cm i wysokości 23 m (w 2013). Stan zdrowotny jest zły, gdyż od podstawy ciągnie się spory ubytek kominowy, a korona dębu jest ścieśniona. Obok wiekowego okazu rósł jeszcze jeden dąb, lecz posiadający znacznie mniejszy obwód – 595 cm oraz 25 m wysokości, ten dąb miał także bardzo wąską koronę, został samowolnie ścięty przez mieszkańców podobnie jak inne dęby w obrębie kościoła. W 1945 roku założono Nadleśnictwo Rudka, które w 1973 roku zostało włączone w skład Nadleśnictwa Sieniawa.